# Lomatia leucochlaena
Lomatia leucochlaena är en tvåvingeart som beskrevs av Hesse 1956. Lomatia leucochlaena ingår i släktet Lomatia och familjen svävflugor. Inga underarter finns listade i Catalogue of Life.